# إميل كول
إميل كول (بالألمانية: Emil Viktor Kohl) (و. 1862 – 1924 م) هو فيزيائي، وأستاذ جامعي من النمسا .

## مناصب وهيئات
أدار جامعة فيينا.